# 沙卡·希斯洛普
尼尔·沙卡·希斯洛普（英語：Neil Shaka Hislop，1969年2月22日—），千里達及托巴哥國家榮譽，是一位已退休的足球守門員。職業生涯主要在英格蘭頂級聯賽效力。
希斯立可同時代表英格蘭及千里達及托巴哥上陣作賽。最初他代表英格蘭U-21上陣及首次並唯一一次在對智利比賽中作為後備守門員。最終，他選擇代表千里達及托巴哥上陣。與國家隊一直存有爭執，但終於在2006年首次代表國家隊出戰世界盃。
希斯立現時為ESPN報道新聞及評述意甲和西甲賽事。他同時是昆尼皮亞克大學足球隊的守門員教練。

## 個人生活
希斯立出生於英格蘭倫敦哈克尼區，他父親當時正值在英國研讀法律系。在兩歲時搬回特立尼达和多巴哥Diego Martin居住。他的父親是George、母親是Gina、兄弟是Kona和Kali。他已婚，妻子是Desha（前妻是Moore）及育有四個女兒及一個兒子。他的女兒前往 Woodlands School, Brentwood居住。
希斯立的表兄弟馬謹·希斯立（Makan Hislop）是一名千里達及托巴哥國家足球隊的球員。

## 職業生涯

### 早年生涯
在早年，希斯立原先希望成為前鋒。

### 樸茨茅夫
希斯立在哈利·列納成為樸茨茅夫領隊後加盟樸茨茅夫。

### FC达拉斯
2006年7月5日，希斯立加盟美國職業足球大聯盟球隊FC达拉斯。由於背部傷患問題，希斯立在2007年8月離開FC達拉斯及宣告退休。

## 國家隊生涯
2006年6月10日，希斯立歷史性首次代表千里達及托巴哥國家隊在世界盃上陣，以取代在熱身時小腿受傷的Kelvin Jack。

## 教練生涯
在2009年3月17日，希斯立同意成為昆尼派克大學足球隊助理教練，主要負責守門員訓練工作。

## 獎項
在2008年7月10日，希斯立是首位千里達及托巴哥世界盃成員被列入該國的體育名人榜（Hall of Fame）。

## 外部連結
- Planet World Cup columnist, Peter Goldstein, on the goalless draw between Sweden and Trinidad & Tobago （页面存档备份，存于）
- 足球数据库：Shaka Hislop的球员统计数据
- Profile at 4thegame.com
- Photos and stats （页面存档备份，存于） at sporting-heroes.net
- Profile at premierleague.com
- Shaka Hislop's Guardian Blog （页面存档备份，存于）